# Fontana di Piazza Campitelli
Fontana di Piazza Campitelli är en fontän på Piazza Campitelli i Rione Campitelli i Rom. Fontänen designades av skulptören Giacomo della Porta år 1589 och utfördes av Pompilio De Benedetti. Fontänen förses med vatten från Acqua Felice.

## Beskrivning
Fontänen har två brunnskar; det nedre har maskaroner med åsneöron.
Fontänen bekostades av familjerna Albertoni, Capizucchi, Muti och Ricci; dessa familjers vapen samt SPQR-vapnet pryder det nedre karet.
Fontänen stod ursprungligen framför kyrkan Santa Maria in Campitelli, men påve Innocentius XI lät år 1679 flytta den till andra sidan av piazzan. Anledningen till detta var att kuskarna, vars hästar drack ur fontänen, ansågs störa gudstjänsterna.

## Bilder
| - Detalj med maskaron. - Närbild. |

| - SPQR. - Familjen Albertonis vapen. - Familjen Capizucchis vapen. - Familjen Mutis vapen. - Familjen Riccis vapen. |